# ابراهیم مهدوی
ابراهیم مهدوی (زاده ۱۲۸۰ خورشیدی) استاد و وزیر کشاورزی در دوره پهلوی و از سرمایه‌داران صنعت کشاورزی ایران بود.

## خانواده و تحصیلات
پدرش آقا رضا رئیس‌التجار خراسانی و پدر بزرگش ابوالقاسم ملک‌التجار اصفهانی از تجار ثروتمند و ملاکان بزرگ خراسان بودند. پدرش هفت دوره به نمایندگی مجلس شورای ملی انتخاب شد. برادرش سعید نیز در دوره هجدهم مجلس شورای ملی نماینده مشهد بود.
ابراهیم مهدوی در رشته کشاورزی در آلمان تحصیل کرد و پس از بازگشت به ایران در دانشکده کشاورزی دانشگاه تهران (در کرج) به تدریس مشغول شد و مدتی هم به ریاست این دانشکده رسید. در سال ۱۳۲۸ در زمان وزارت دکتر احمد مقبل به معاونت وزارت کشاورزی منصوب و در سی‌ام تیر ۱۳۲۸ با این سمت به مجلس معرفی شد.

## فعالیت های سیاسی و اجرائی
مهدوی در سال ۱۳۲۹ در کابینه سپهبد رزم‌آرا به وزارت کشاورزی رسید. دوره وزارت او با نهضت ملی شدن نفت همراه بود که بویژه از دی ۱۳۲۹ به حملات شدید نمایندگان مجلس به رزم‌آرا و دولتش رسید. مهدوی با اینکه شغلش ربطی به موضوع نفت نداشت، اما از این حملات بی نصیب نمی‌ماند. پس از آن‌که حسین مکی، یکی از پرچمداران نهضت نفت، دولت رزم‌آرا را «خاک برسر» خطاب کرد، مهدوی به مجلس رفت و به دفاع از خود و کابینه رزم آرا پرداخت.

مهدوی در سال‌های بعد، دوبار استاندار خوزستان و یک بار استاندار مازندران شد و در سال ۱۳۳۹ در کابینه مهندس شریف امامی بار دیگر به وزارت کشاورزی رسید. پس از سقوط کابینه شریف امامی دیگر کاری به او ارجاع نشد و به تأسیسات بزرگ کشاورزی خود در گرگان و گنبدکاووس مشغول شد.